# دایما بلتران
دایماً بلتران (اسپانیایی: Daima Beltrán‎؛ زادهٔ ۱۰ سپتامبر ۱۹۷۲) جودوکار زن اهل کوبا بود.
وی در مسابقات کشوری و بین‌المللی در مجموع برندهٔ ۴ مدال طلا، ۲ مدال نقره، ۳ مدال برنز شده‌است.